# Night of the Living Dead 3D
Night of the Living Dead 3D ist ein US-amerikanischer Horrorfilm des Regisseurs Jeff Broadstreet aus dem Jahr 2006. Die Inszenierung ist nach Tom Savinis Die Rückkehr der Untoten aus dem Jahr 1990 bereits das zweite Remake des Horror-Klassikers Die Nacht der lebenden Toten (Originaltitel: Night of the Living Dead, 1968) von Regisseur George A. Romero.

## Handlung
Die Geschwister Barbara und Johnny fahren wider Willen zur Beerdigung ihrer einzigen Tante aufs Land. Verspätet erreichen sie den Friedhof und wundern sich über das Fehlen einer Trauergesellschaft. Anstelle dieser bietet sich den beiden ein schreckliches Szenario angriffslustiger Zombies, die sie attackieren. Johnny flieht mit dem PKW, während Barb sich einiger Attacken der Untoten erwehrt, bis sie entkommt. Unterwegs versucht die verängstigte Frau vergebens ihren Bruder zu kontaktieren, verliert allerdings ihr Mobiltelefon, als sie in größter Not vom College-Studenten Ben gerettet wird, der sie mit dem Motorrad zu einem Farmhaus einer befreundeten Familie fährt, den Coopers.
Bei den Coopers versucht Barb abermals Hilfe zu erlangen, doch der hiesige Hausherr Henry glaubt weder an eine Auferstehung der Toten noch an die örtliche Polizei, die er vielmehr meidet, da er im großen Stil illegal Marihuana anbaut. Nach und nach werden die Coopers, bzw. die Bewohner des Landhauses gebissen und ebenfalls zu Zombies. Irgendwann stößt der zwielichtige Nachbar der Coopers, Bestatter Gerald Tovar junior zum verbarrikadierten Farmhaus. Man gewährt ihm Einlass, und das ganze Ausmaß der Zombieplage wird den Eingeschlossenen nun klar. Ihr Nachbar ist für die Auferstehung der Toten verantwortlich. Statt diese im Krematorium zu verbrennen, bahrte er sie mit weiteren Abfällen medizinischer Forschungseinrichtungen offen in einem Lagerhaus auf und ermöglichte so jene Katastrophe. Nach seiner kleinen Beichte lockt er die verbliebenen Lebenden in sein Haus, indem er vorgibt, über funktionierende Kommunikationsmöglichkeiten zu verfügen. Allerdings spielt er ein falsches Spiel und betätigt sich als Untergebener der blutrünstigen Zombies. 
Barb, Ben und Tovar versuchen gemeinsam das Haus zu verlassen, während die verwundeten und infizierten Coopers zurückbleiben und sich todgeweiht im Haus verschanzen. Die drei Lebenden begeben sich zu Tovars Haus. Unterwegs liquidiert Ben Barbs untoten Bruder Johnny und deren ebenfalls untote Mutter. Traumatisiert erreicht Barb schließlich Tovars Haus, als sich die Lage erneut zuspitzt. Der selbstherrliche Leichenbestatter überwältigt Ben, sperrt diesen in den Kofferraum und offenbart sich der fassungslosen Barb als Psychopath. Barb gelingt es Tovars Farmhaus in Brand zu stecken, bevor der zornige Bestatter sie gemeinsam mit Ben zum Friedhof fährt. Dort versucht er krampfhaft Barbara zu „retten“, indem er sie als Zombie wiederauferstehen lassen will. Sein Vorhaben scheitert, und er selbst wird von den Zombies getötet.
Barb und Ben gelingt es am Ende, sowohl den Zombies als auch dem mittlerweile untoten Tovar zu entkommen. Unglücklicherweise ist Ben schwer verwundet, eine Verwandlung in eine Kreatur steht unmittelbar bevor. Der Todgeweihte erbittet von seiner weinenden Partnerin einen Gnadenschuss, den sie ihm mit der letzten Kugel ihres Revolvers gewährt. In der letzten Szene des Films wird die nunmehr wehrlose Barb von Heerscharen von Zombies bedrängt und der Film endet abrupt.

## 3D-Version
Da die Produzenten Night of the Living Dead 3D durchgehend mit einer speziellen 3D-Kamera gedreht haben, gibt es eine zweite Filmversion, in der dreidimensionale Effekte gezeigt werden. Es wird eine spezielle 3D-Brille benötigt, um die entsprechende Wirkung zu erzielen; in der erhältlichen 2-Disc-Special-Edition sind daher zwei Stück enthalten. Auch das DVD-Cover ist dreidimensional (holografisch) gestaltet.

## Fortsetzung
Im April 2011 begannen die Dreharbeiten an einer Fortsetzung des Films. Die Regie übernahm ein weiteres Mal Jeff Broadstreet. Für die Hauptrollen sind Andrew Divoff, Sarah Lieving, Robin Sydney, Denice Duff und Jeffrey Combs gecastet worden. Der Film wird in Richtung Horror-Komödie gehen und enthält einige Parodien u. a. auf Sarah Palin. In den amerikanischen Kinos ist die Veröffentlichung von Night of the Living Dead 3D: Re-Animation für 2012 vorgesehen. Der Film spielt einen Tag vor dem Ausbruch des Virus (der Handlung des ersten Filmes).

## Kritik
Das Lexikon des internationalen Films bezeichnete den Film als ein „extrem billig gemachtes Remake eines Remakes“. Der Film sei „mühsam aufgepeppt durch im Computer generierte 3D-Effekte.“ Einzig „die Idee, den Referenzfilm in die Handlung zu integrieren, zeugt von einer gewissen Eigenständigkeit.“